# Heteropsis (Plantae)
Heteropsis, biljni rod iz porodice kozlačevki smješten u tribus Heteropsideae. Postoji 20 vrsta u Srednjoj i tropskoj Južnoj Americi..

## Vrste
1. Heteropsis boliviana Rusby
2. Heteropsis croatii M.L.Soares
3. Heteropsis duckeana M.L.Soares
4. Heteropsis ecuadorensis Sodiro
5. Heteropsis flexuosa (Humb., Bonpl. & Kunth) G.S.Bunting
6. Heteropsis linearis A.C.Sm.
7. Heteropsis longispathacea Engl.
8. Heteropsis macrophylla A.C.Sm.
9. Heteropsis melinonii (Engl.) A.M.E.Jonker & Jonker
10. Heteropsis oblongata (Kunth) Croat
11. Heteropsis oblongifolia Kunth
12. Heteropsis peruviana K.Krause
13. Heteropsis reticulata Croat & M.L.Soares
14. Heteropsis rigidifolia Engl.
15. Heteropsis robusta (G.S.Bunting) M.L.Soares
16. Heteropsis salicifolia Kunth
17. Heteropsis spruceana Schott
18. Heteropsis steyermarkii G.S.Bunting
19. Heteropsis tenuispadix G.S.Bunting
20. Heteropsis vasquezii Croat & M.L.Soares